# Regeringen Lykke

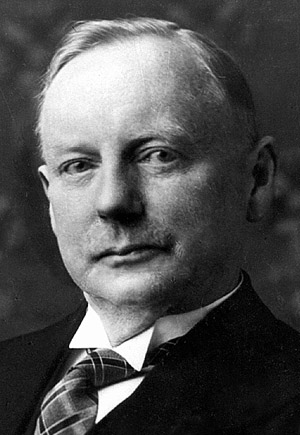
Ivar Lykke

Regeringen Lykke var en norsk regering. Den tillträdde 5 mars 1926 och avgick 21 januari 1928. Statsminister var Ivar Lykke. Ole Bærøe var lantbruksminister.